# Juan Nepomuceno de la Garza y Evia
Juan Nepomuceno de la Garza y Evia (Monterrey, Nuevo León, 1799 - ibídem, 13 de enero de 1877) fue un destacado abogado y político mexicano, que fue gobernador del Estado de Nuevo León en la época en que se dieron los más agudos conflictos entre centralistas y federalistas; además de que, durante su gobierno, se dieron la guerra de independencia de Texas y la guerra con Estados Unidos.

## Biografía
Nació en Monterrey en 1799, siendo hijo del gobernador de Nuevo León Nicolás José de la Garza y Guerra y de su primera esposa, Concepción García Evia. Estudió derecho canónigo y civil en el Seminario de Monterrey y en 1828 obtuvo el título de abogado. Impartió la cátedra de jurisprudencia ininterrumpidamente, tanto en el Seminario como en el Colegio Civil, hasta su muerte.
Literato y periodista erudito, De la Garza ocupó en diversas ocasiones la primera magistratura de Nuevo León. Asumió el cargo de gobernador constitucional en 1835, cuando México se hallaba en plena crisis por la rebelión texana. Se encargó también del gobierno estatal en 1845, tras la renuncia de Manuel María de Llano. Al poco tiempo sobrevino la guerra con Estados Unidos.
Patriota ferviente, De la Garza y Evia hizo cuanto estuvo a su alcance para encender el ánimo nacionalista de los neoleoneses y organizarlos para enfrentar la invasión norteamericana. Así, lanzó diversas proclamas que sirvieron por momentos para hermanar, tanto a nivel local como nacional, a liberales y conservadores, centralistas y federalistas. No obstante sus esfuerzos —tal y como sucedió en el resto del país—, las luchas internas y otros desórdenes contribuyeron a la derrota de las tropas mexicanas en la Batalla de Palo Alto.
Era preciso establecer una ley marcial en la entidad; fue entonces que surgieron dificultades entre De la Garza y Evia y el general Pedro Ampudia, por lo que el gobernador decidió renunciar y Ampudia asumió el mando (1° de septiembre de 1846).
Algunos años más tarde cubriría dos interinatos. El primero en 1853, cuando la guarnición de Monterrey se adhirió a la rebelión de Guadalajara que apoyaba a Santa Anna; Agapito García, gobernador de Nuevo León en ese entonces, se negó a apoyar a los secundadores del movimiento y renunció el 19 de enero, lo que dio lugar a que De la Garza y Evia ocupara el cargo hasta el 23 de junio, fecha que a su vez dimitió ante el triunfo de quienes proclamaban el Plan del Hospicio. Posteriormente, don Juan Nepomuceno se sumó a la Revolución de Ayutla y, entre diciembre de 1856 y agosto de 1857, desempeñó su segundo interinato; en esa ocasión convocó a elecciones para conformar el Congreso Constituyente que formularía la nueva ley suprema de Nuevo León.
De la Garza se caracterizó también por sus hondos sentimientos humanos. Fue un buen gobernante, abogado virtuoso y solidario, consejero y maestro impulsor de la cultura en su estado natal; se destacó por sus colaboraciones en la Gaceta de Nuevo León y en otras publicaciones locales. Además, en diversas ocasiones representó a Nuevo león en los congresos federal y local y fue presidente del Tribunal Superior de Justicia de Nuevo León.
A su muerte, ocurrida en Monterrey el 13 de enero de 1877, Juan Nepomuceno de la Garza y Evia fue proclamado Benemérito del Estado de Nuevo León y se dispuso, también por decreto, que su nombre fuera inscrito con letras doradas en el salón de la presidencia del Tribunal Superior de Justicia, así como en el aula magna del Colegio Civil.

## Familiares
Juan Nepomuceno de la Garza y Evia fue medio hermano de los también gobernadores de Nuevo León Simón y Trinidad de la Garza Melo, frutos del segundo matrimonio de su padre con la señorita María Teresa de Melo.